# Frédéric-Melchior Grimm
Friedrich Melchior, barón von Grimm (Ratisbona, Alemania, 26 de diciembre de 1723-Gotha, Alemania, 19 de diciembre de 1807), generalmente referido simplemente como Grimm o por su nombre en francés Frédéric-Melchior Grimm, fue un escritor alemán afincado en Francia, conocido por su amistad con Diderot y otros enciclopedistas.

## Biografía
Grimm nació en Ratisbona, hijo de un pastor luterano. Estudió en la Universidad de Leipzig, donde fue alumno de Johann Christoph Gottsched y de Johann August Ernesti, quien ejercería gran influencia sobre Grimm en sus opiniones literarias sobre literatura clásica. Cuando tenía 19 años, escribió una tragedia, Banise, que tuvo cierto éxito. Tras estudiar dos años en Leipzig, entró al servicio del conde Schönberg en Ratisbona, donde trabó relación con la alta sociedad de la ciudad. En 1748 acompañó en calidad de secretario a August Heinrich, conde de Friesen, a París, donde éste había entrado al servicio del Rey de Francia como oficial del ejército. A decir de Rousseau, durante esta estancia en París, Grimm también fue maestro del joven Federico, príncipe de Sajonia-Gotha.
Durante dicha estancia trabó amistad con Rousseau, con quien compartía buena parte de sus opiniones musicales. Su amistad alcanzaría gran intimidad, y pronto entraría a formar parte de los círculos ilustrados de la ciudad. Perfeccionó con gran rapidez su dominio del francés, hasta el punto de perder completamente su acento alemán y adoptar el francés como lengua principal. En 1753 publicaría, en francés, un panfleto titulado Le Petit Prophète de Boehmischbroda, en defensa de la ópera italiana frente a la ópera francesa en el marco de la Querelle des Bouffons. Dicho panfleto, en el que atacaba a Rameau, establecería su fama literaria. 
Ese mismo año, siguiendo el ejemplo del abate Raynal, Grimm comenzó a publicar una correspondencia literaria, la Correspondance littéraire, con varios soberanos alemanes. Esta modalidad de correspondencia, que Raynal puso de moda, consistía en una serie de cartas que su autor escribía a petición de algunos soberanos europeos, en las que daba cuenta y resumía las principales novedades literarias e intelectuales de la Francia de aquel entonces; en ellas se trataban someramente temas sobre moral, política, religión, arte,... Las cartas servían de vehículo para exponer al público en general más allá de las fronteras de Francia las ideas ilustradas. Raynal dejó de publicar su Correspondance en 1755, y a partir de ese momento, y hasta 1773, Grimm, por consejo de Diderot y de Madame d'Epinay, continuaría su labor, contándose entre sus suscriptores la zarina Catalina II de Rusia, Estanislao II Poniatowski, Rey de Polonia, y muchos de los príncipes electores de Alemania.
En 1754 Rousseau lo presentó a Madame d'Epinay, con quien Grimm tendría una aventura amorosa que acabaría de manera abrupta con su amistad con Rousseau, quien había sido amante de la misma. De hecho, Rousseau retrata a Grimm en sus Confesiones de manera muy negativa, tachándolo de taimado y arribista; lo incluye en lo que llamó La coterie holbachique (la camarilla de Holbach), grupo de ilustrados radicales. En 1755, a la muerte de su patrón el conde de Friesen, Grimm se hizo secretario privado del duque de Orleans, y en tal calidad acompañó al mariscal d'Estrées a la campaña de Westfalia en 1756-57. La ciudad de Fráncfort lo nombró su representante ante la corte de Francia en 1759, pero tuvo que ser cesado cuando unas cartas suyas en las que criticaba al conde de Broglie fueron interceptadas por Luis XV. No obstante, siguió teniendo el favor de muchas cortes europeas.
En 1773, acompañó a la princesa Guillermina de Hesse-Darmstadt a Rusia para preparar su matrimonio con el zarévich Pablo. Durante esta visita, fue presentado a Catalina II en San Petersburgo. Tras estas gestiones, la fama de Grimm estaba plenamente establecida, y en recompensa a sus servicios, fue nombrado Barón del Sacro Imperio Romano-Germánico en 1775. En 1776, ya noble, fue nombrado ministro plenipotenciario del principado de Sajonia-Gotha en Francia, pero en 1777 dejó Francia para volver a Rusia, donde permanecería más de un año como consejero privado de Catalina II. Tras regresar a Francia, actuó en calidad de agente privado de la zarina, dedicándose a comprar obras de arte para el Hermitage y llevando a cabo muchas gestiones de carácter confidencial. Fue él quien sugirió a la zarina que comprara la biblioteca de Diderot para sacar del apuro económico a su amigo.
A partir de 1783 su fama comenzaría a declinar. Ese año perdería a sus dos amigos más íntimos, Mme. d'Epinay y Diderot, y su situación económica empezó a deteriorarse. En 1792 abandonó Francia huyendo de la Revolución y se estableció en Gotha. Para paliar su pobreza, Catalina II lo nombró embajador de Rusia en Hamburgo, pero la zarina murió ese mismo año, por lo que perdió el cargo. Se vio forzado a retirarse a vivir con la nieta de Madame d'Epinay, Emilie de Belsunce, condesa de Bueil, dama de la que Grimm siempre se había preocupado, consiguiendo incluso que la zarina de Rusia pagara su dote. Vivió con ella el resto de su vida, hasta morir en Gotha el 19 de diciembre de 1807.

## Legado
Aunque Grimm no fue un filósofo o literato destacado, fue miembro de los círculos intelectuales más granados de Europa. Su labor como crítico literario y observador de la sociedad lo sitúan como una figura de primer orden dentro del panorama intelectual ilustrado; de hecho, es una de las principales fuentes de información con respecto a la sociedad parisina de la época, algo que se recoge en su correspondencia privada. Buena parte de la correspondencia de Grimm fue estrictamente privada y confidencial, y no se divulgó hasta su muerte. Su correspondencia privada abarca el período que va de 1750 a 1790, y constituye un testimonio privilegiado sobre los círculos ilustrados que Grimm frecuentó. En la primera parte de su correspondencia, Grimm ahonda sobre todo en temas de arte y literatura, comentando obras contemporáneas y sus propios libros. Sin embargo, según fue avanzando el tiempo, Grimm comenzó a mostrar interés por los temas más diversos, incluyendo los aspectos de política, sociedad y religión más en boga entre la sociedad parisina de la época. Además, las cartas comenzaron a mostrar un tono cada vez más crítico y cáustico con sus congéneres. Sus críticas a sus contemporáneos son a veces muy severas, y en general muestran la ineptitud, la hipocresía y el egoísmo de la sociedad que frecuentaba. A pesar de la visceralidad de algunas de sus críticas, el tiempo ha demostrado acertadas a muchas de ellas, y sus predicciones literarias, en el sentido de qué autores perdurarán y cómo, han demostrado ser pasmosamente exactas. 
La correspondencia pública de Grimm, consistente en su "Correspondance littéraire, philosophique et critique, depuis 1753 jusqu'en 1769", que es la correspondencia literaria comenzada a instancias de Raynal y Diderot, y en su Mémoire Historique sur l'origine et les suites de mon attachement pour l'impératrice Catherine II jusqu'au décès de sa majesté impériale, que es su correspondencia con la zarina Catalina II, recoge buena parte de sus opiniones sobre teoría política, literatura, religión (era abiertamente ateo) y arte. En sus cartas a Grimm, Catalina II lo trata con gran afecto y familiaridad, llamándolo a veces su Heráclito.